# Roupala glaberrima
Roupala glaberrima är en tvåhjärtbladig växtart som beskrevs av Henri François Pittier. Roupala glaberrima ingår i släktet Roupala och familjen Proteaceae. Inga underarter finns listade i Catalogue of Life.